# (3509) Sanshui
(3509) Sanshui (1978 UH2) – planetoida z pasa głównego asteroid okrążająca Słońce w ciągu 4,19 lat w średniej odległości 2,6 j.a. Została odkryta w Obserwatorium Astronomicznym Zijinshan 28 października 1978 roku.